# Tales from Shakespeare
Tales from Shakespeare è un libro per ragazzi inglese del 1807, scritto da Charles e Mary Lamb, che riunisce venti "racconti", ossia riscritture per ragazzi di altrettanti drammi di William Shakespeare.

## Caratteristiche

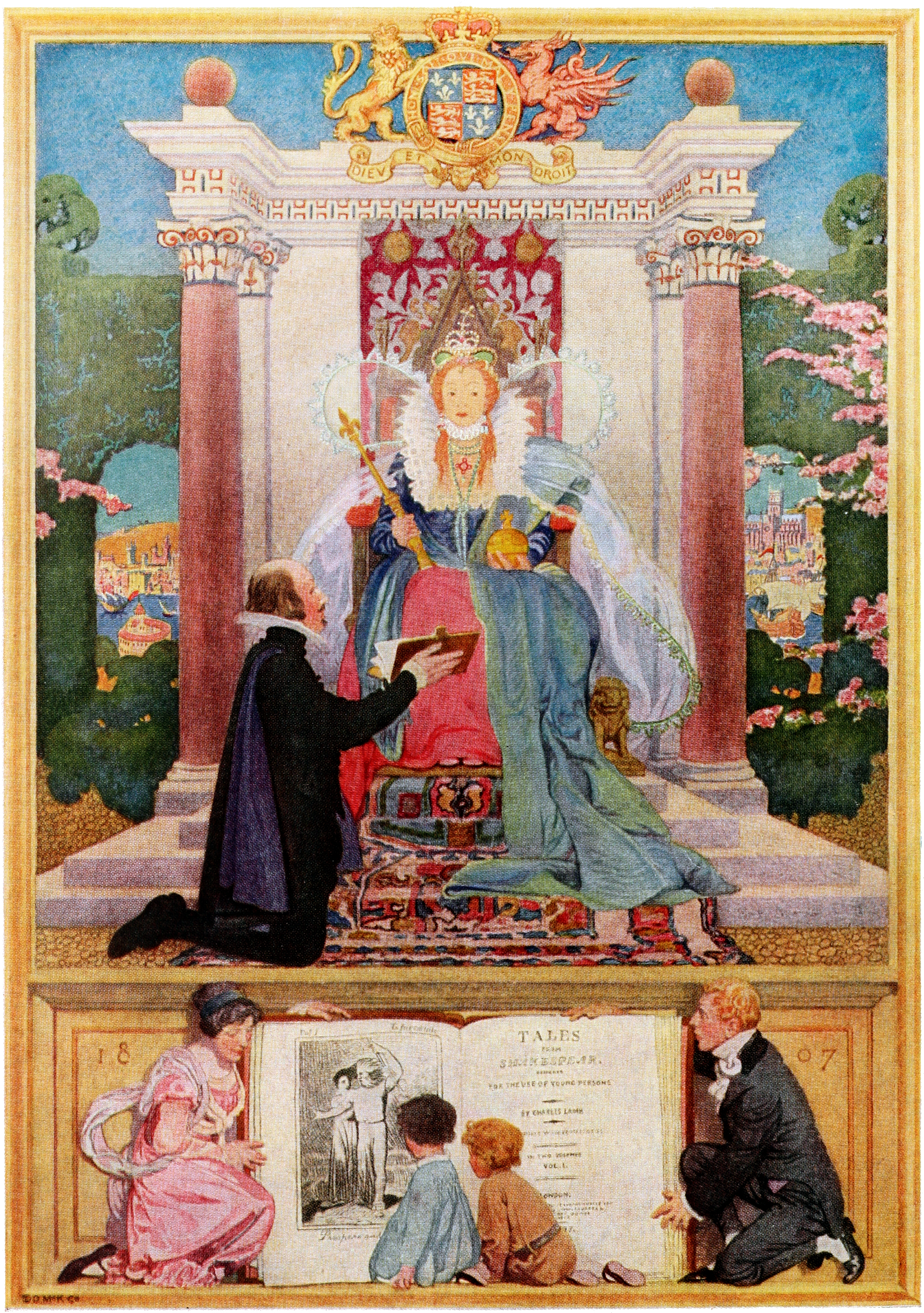
Frontespizio di un'edizione statunitense del 1922: come Shakespeare offre i suoi drammi a Elisabetta I, così Charles e Mary Lamb offrono i loro racconti ai giovani lettori

Come dichiarato dagli autori stessi, il libro è destinato «all'uso della gioventù», pur con l'intento di mantenere il più possibile il linguaggio shakespeariano.
Mary si occupò delle commedie (scegliendone 14 e traendone altrettanti racconti), mentre Charles delle tragedie (6 racconti). La prefazione fu scritta da entrambi. Furono esclusi del tutto i drammi storici, più complessi, e i racconti furono adattati con sensibilità verso un pubblico giovane, pur evitando interventi censori; furono tuttavia eliminati tutti i riferimenti sessuali.
Secondo Marina Warner nell'introduzione all'edizione Penguin Classics del 2007, il nome di Mary comparve nel frontespizio solo a partire dalla settima edizione del 1838.
La rielaborazione dei fratelli Lamb è considerata particolarmente fedele all'originale e può tuttora risultare utile come supporto per l’avvicinamento diretto alle opere di Shakespeare.

## Storia editoriale
Tales from Shakespeare è stato ripubblicato molte volte e non è mai uscito di catalogo. Charles e Mary Lamb sembrarono anticipare l'enorme crescita d'interesse verso Shakespeare nel corso del XIX secolo, epoca in cui il libro fu tra i più venduti.
La prima edizione fu pubblicata dalla Juvenile Library di William Godwin (sotto lo pseudonimo Thomas Hodgkins) e della seconda moglie Mary Jane Clairmont, che ne scelse anche le illustrazioni, probabilmente realizzate da William Mulready. Tra gli illustratori successivi si ricordano John Gilbert (1866), Arthur Rackham (1899 e 1909), Louis Monziès (1908), Walter Paget (1910) e D. C. Eyles (1934).
Nel 1893-94 l'opera fu arricchita da altri racconti a cura di Harrison S. Morris e ripubblicata negli Stati Uniti in una serie di volumi illustrati a colori. Come indicato nella prefazione, «[le parole di Shakespeare] sono state usate ogniqualvolta possibile; e per ciò che è stato aggiunto al fine di dare alle storie una forma narrativa coerente, è stata prestata la massima attenzione a selezionare espressioni che non alterassero l'effetto della sua splendida lingua: pertanto, si è evitato per quanto possibile l’uso di parole introdotte dopo il suo tempo.»

## Contenuto

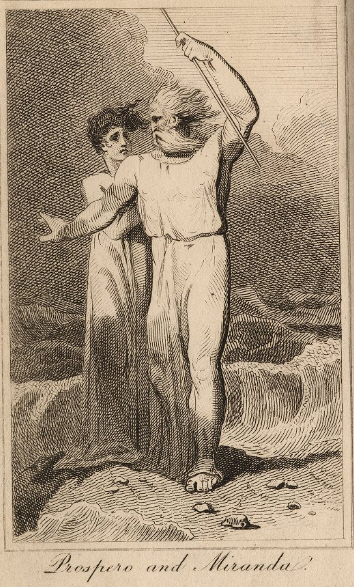
Antiporta figurata della prima edizione (1807): Prospero e Miranda

Il volume comprende i seguenti racconti:
1. La tempesta (Mary Lamb)
2. Sogno di una notte di mezza estate (Mary Lamb)
3. Il racconto d'inverno (Mary Lamb)
4. Molto rumore per nulla (Mary Lamb)
5. Come vi piace (Mary Lamb)
6. I due gentiluomini di Verona (Mary Lamb)
7. Il mercante di Venezia (Mary Lamb)
8. Cimbelino (Mary Lamb)
9. Re Lear (Charles Lamb)
10. Macbeth (Charles Lamb)
11. Tutto è bene quel che finisce bene (Mary Lamb)
12. La bisbetica domata (Mary Lamb)
13. La commedia degli errori (Mary Lamb)
14. Misura per misura (Mary Lamb)
15. La dodicesima notte (Mary Lamb)
16. Timone d'Atene (Charles Lamb)
17. Romeo e Giulietta (Charles Lamb)
18. Amleto (Charles Lamb)
19. Otello (Charles Lamb)
20. Pericle, principe di Tiro (Mary Lamb)

## Nella narrativa
Il libro compare come dono nel romanzo Parnassus on Wheels di Christopher Morley.
Graham Greene utilizza Tales from Shakespeare come codice cifrato nel romanzo Il nostro agente all'Avana.
Tales from Shakespeare viene citato anche nel film del 2018 Il club del libro e della torta di bucce di patata di Guernsey.

## Galleria d'immagini
Illustrazioni di Arthur Rackham (1899-1909)

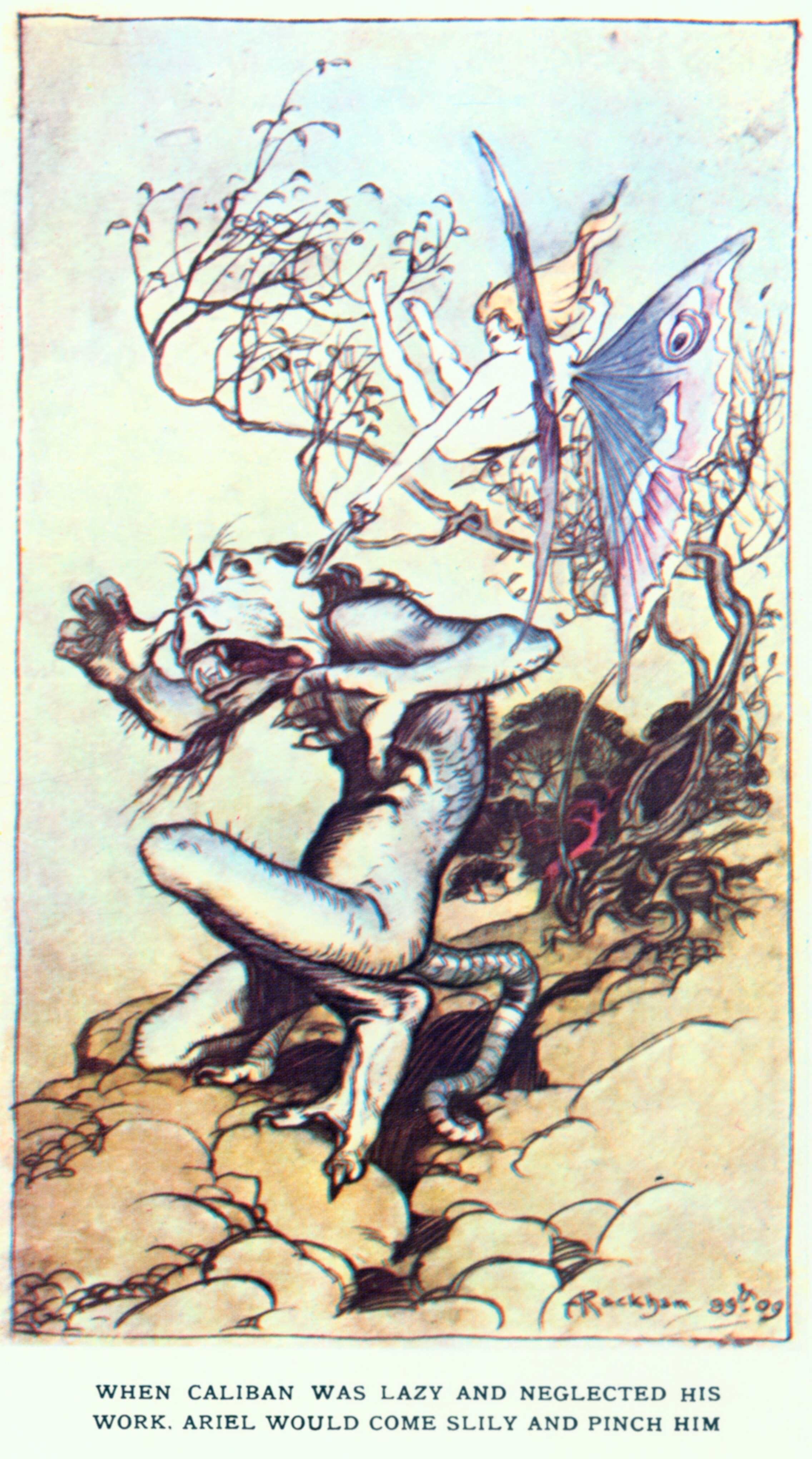
Calibano e Ariel
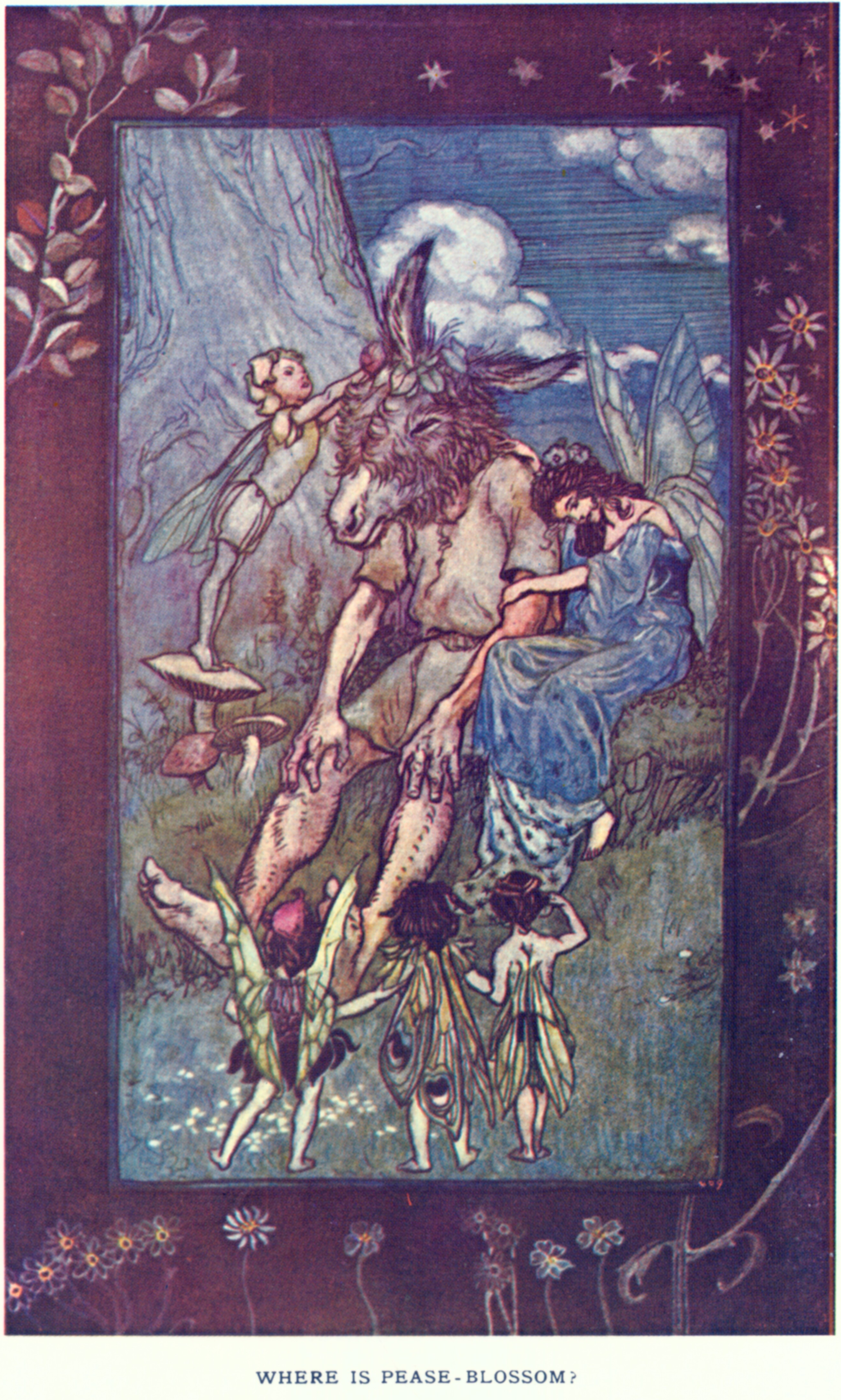
Titania e Bottom
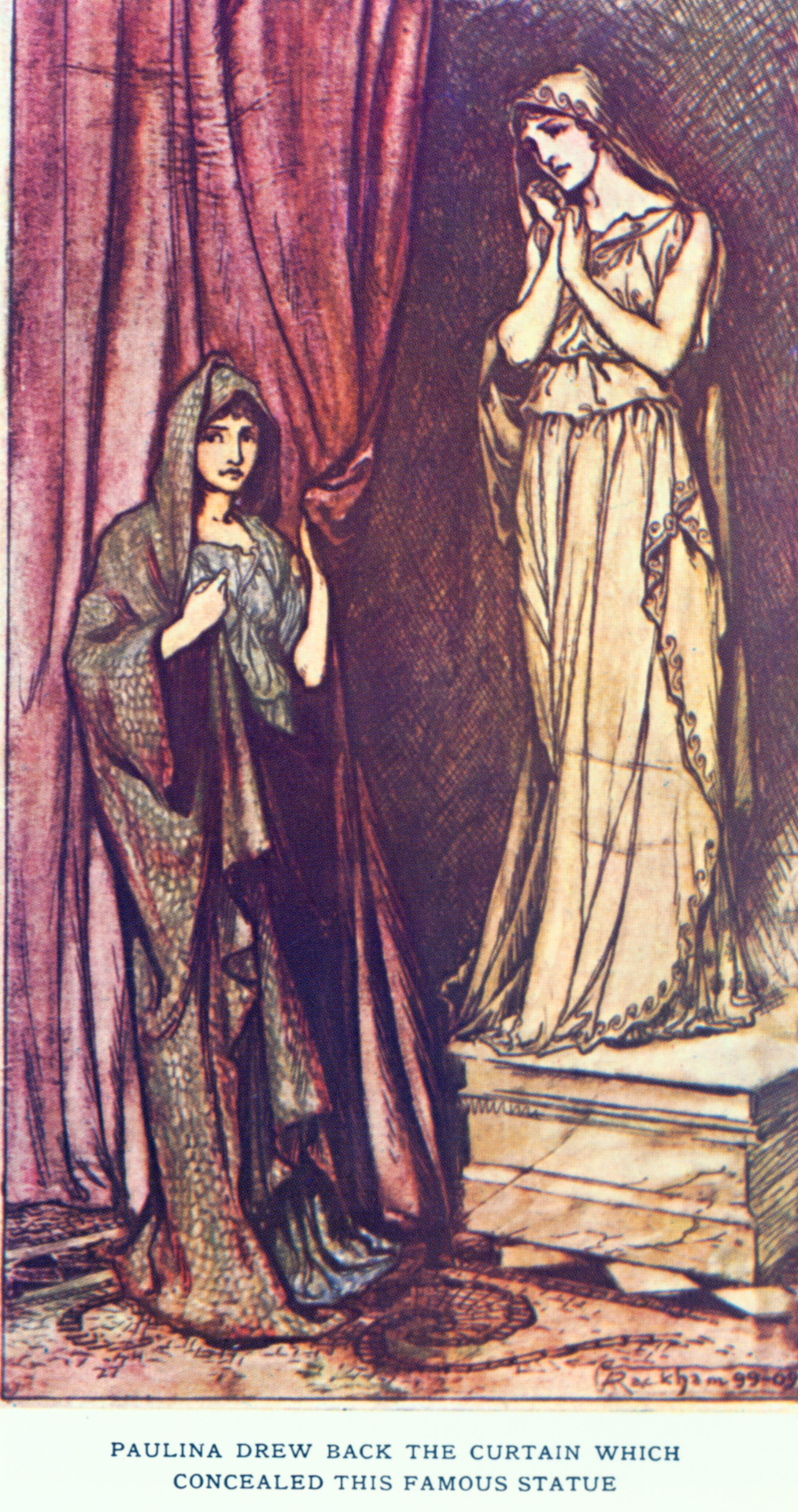
Paolina
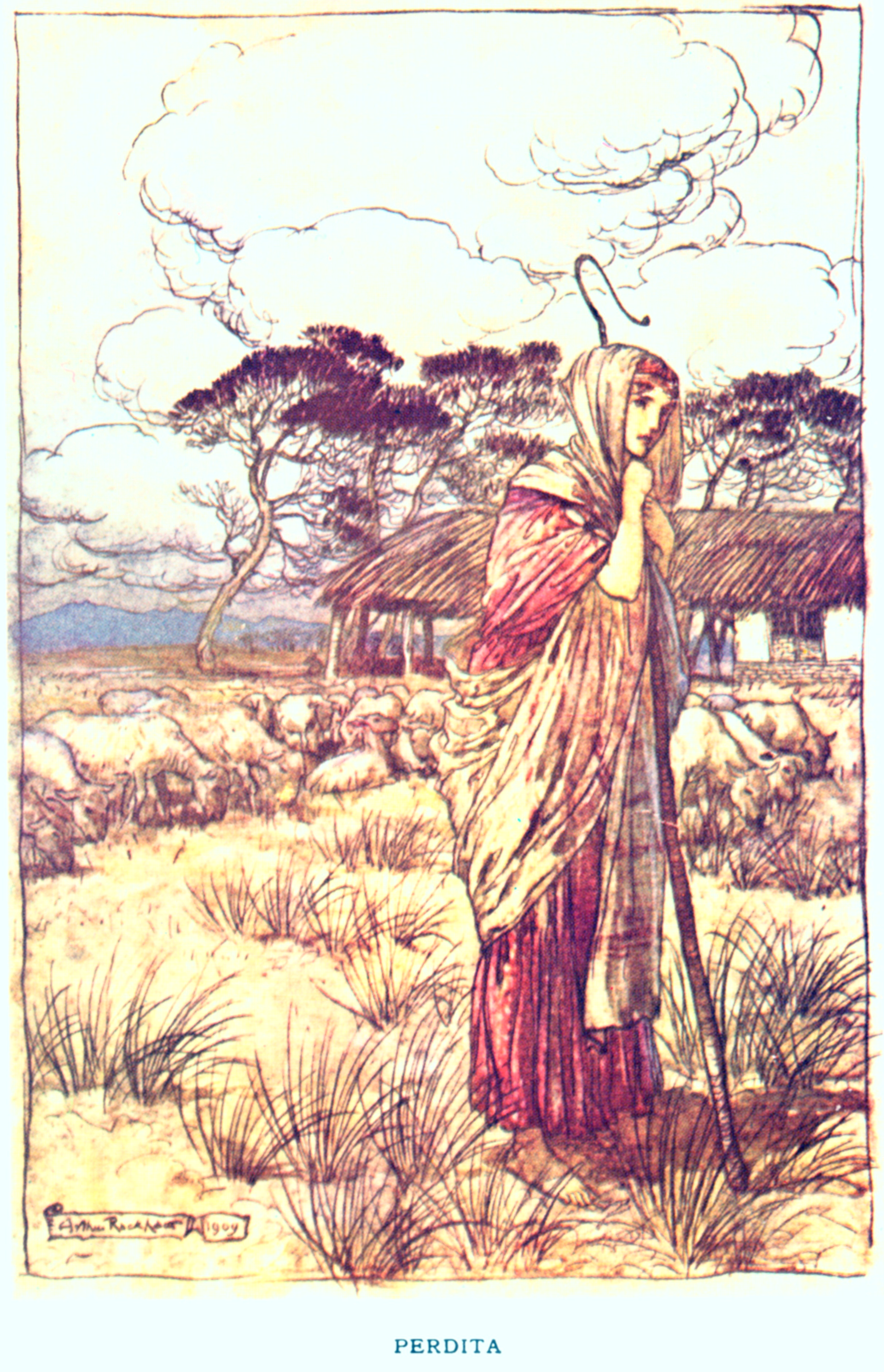
Perdita
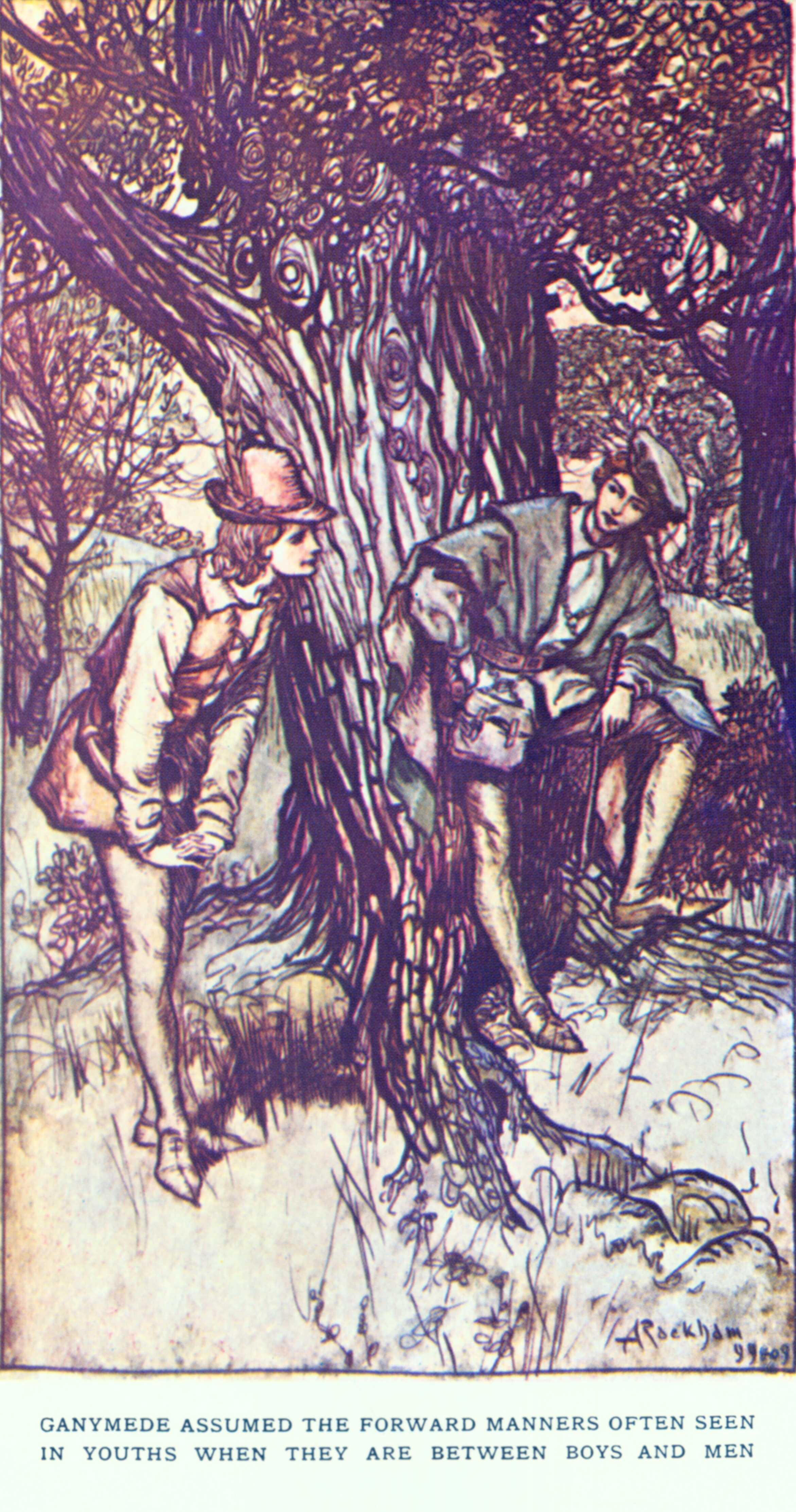
Ganimede
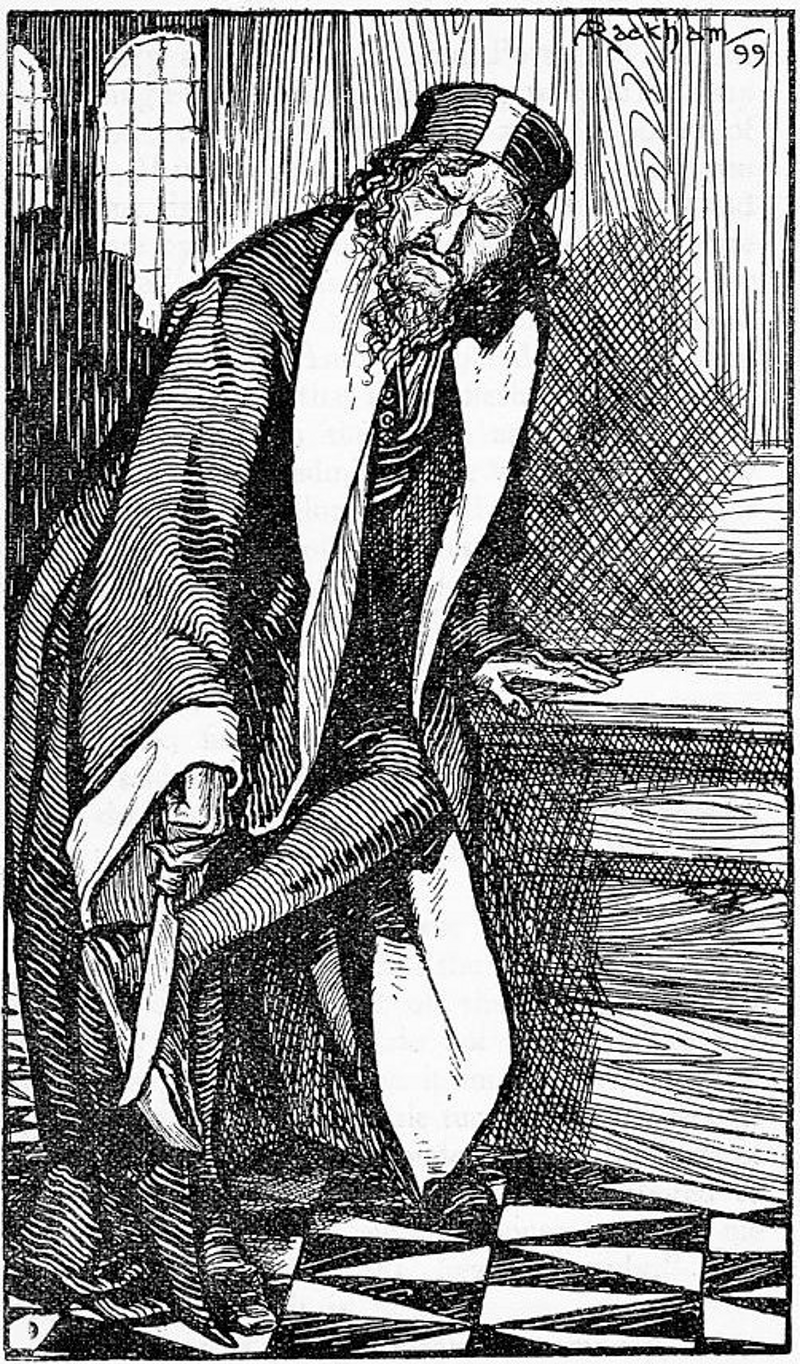
Shylock
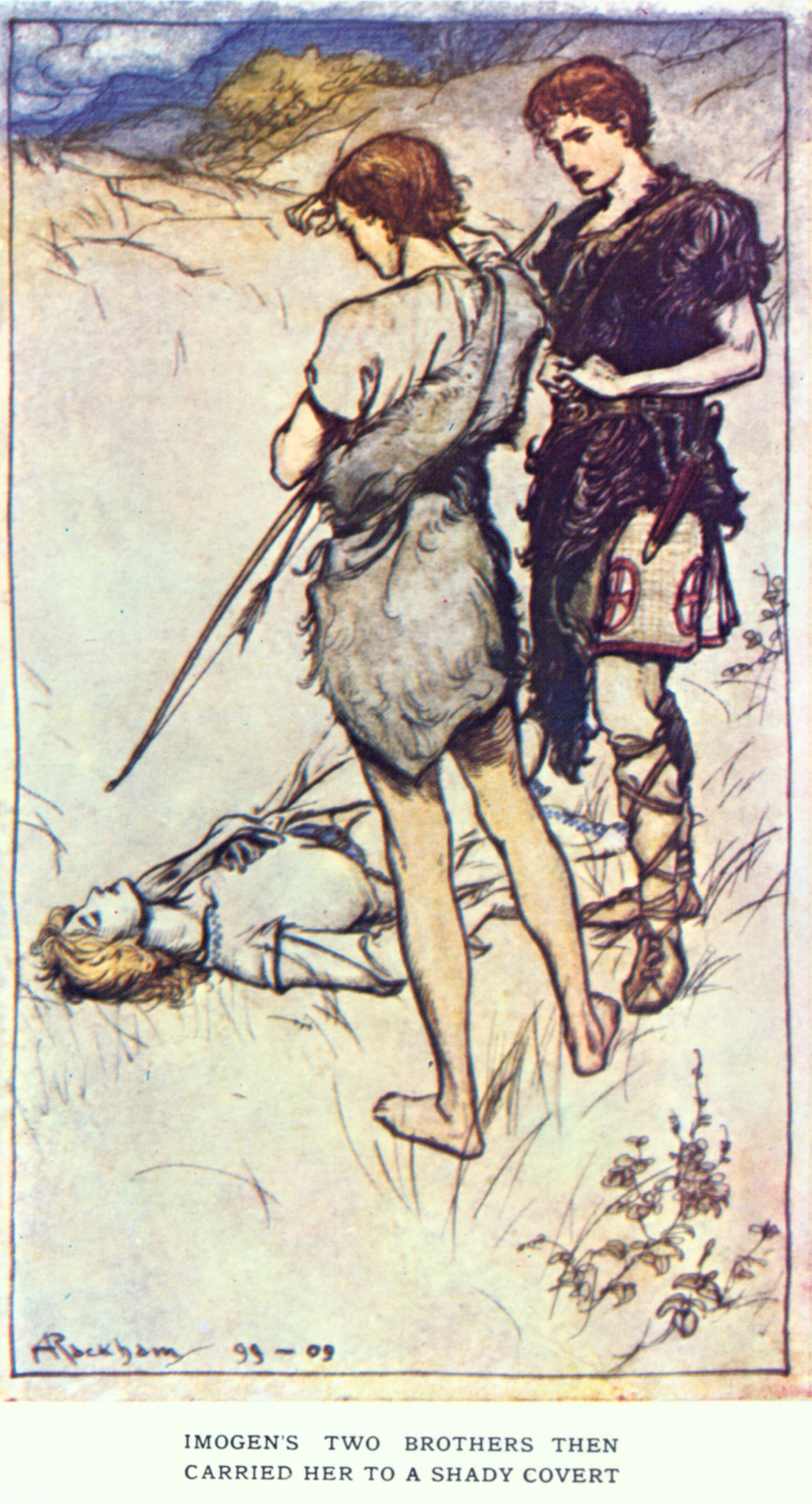
Imogene
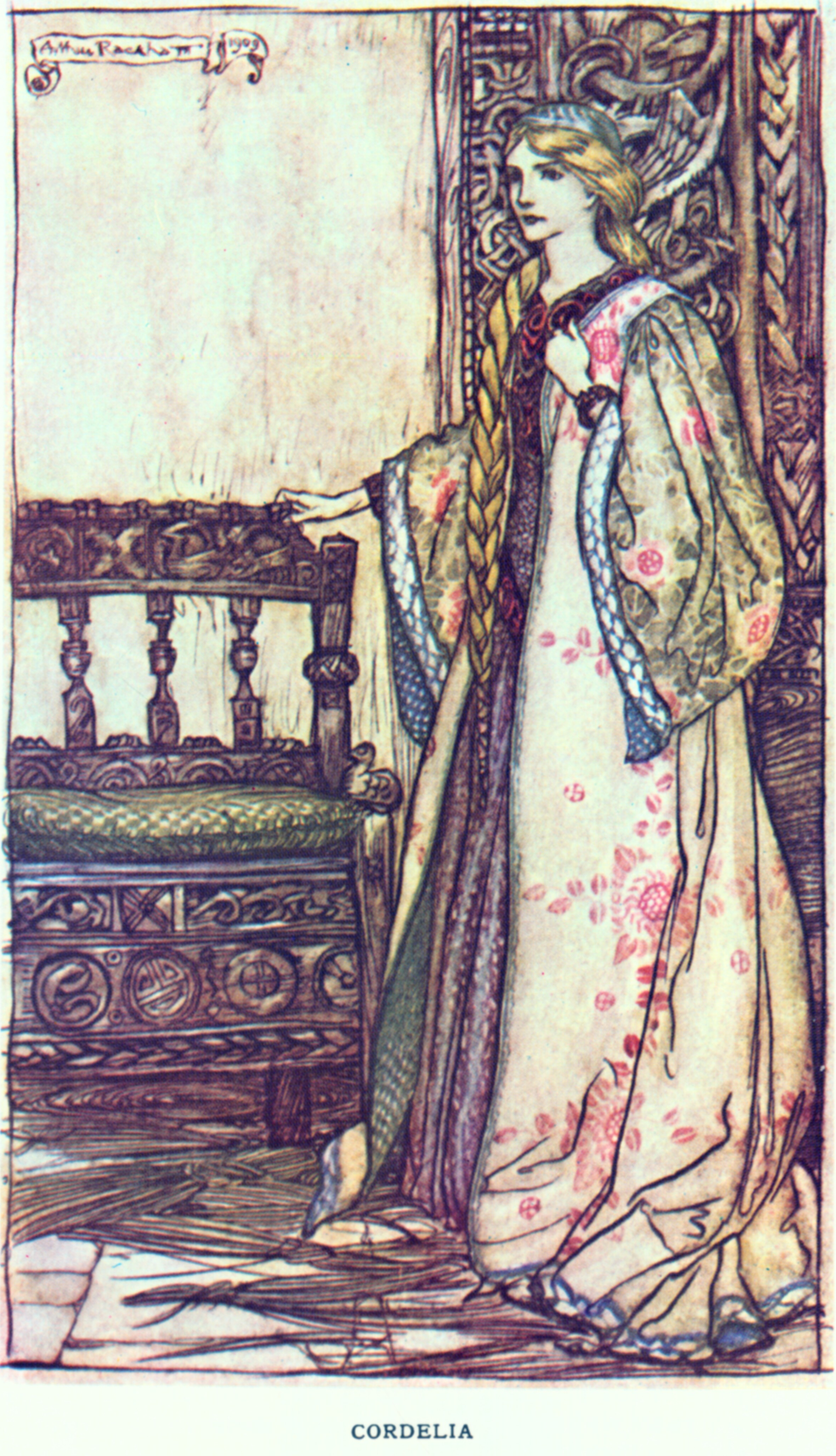
Cordelia
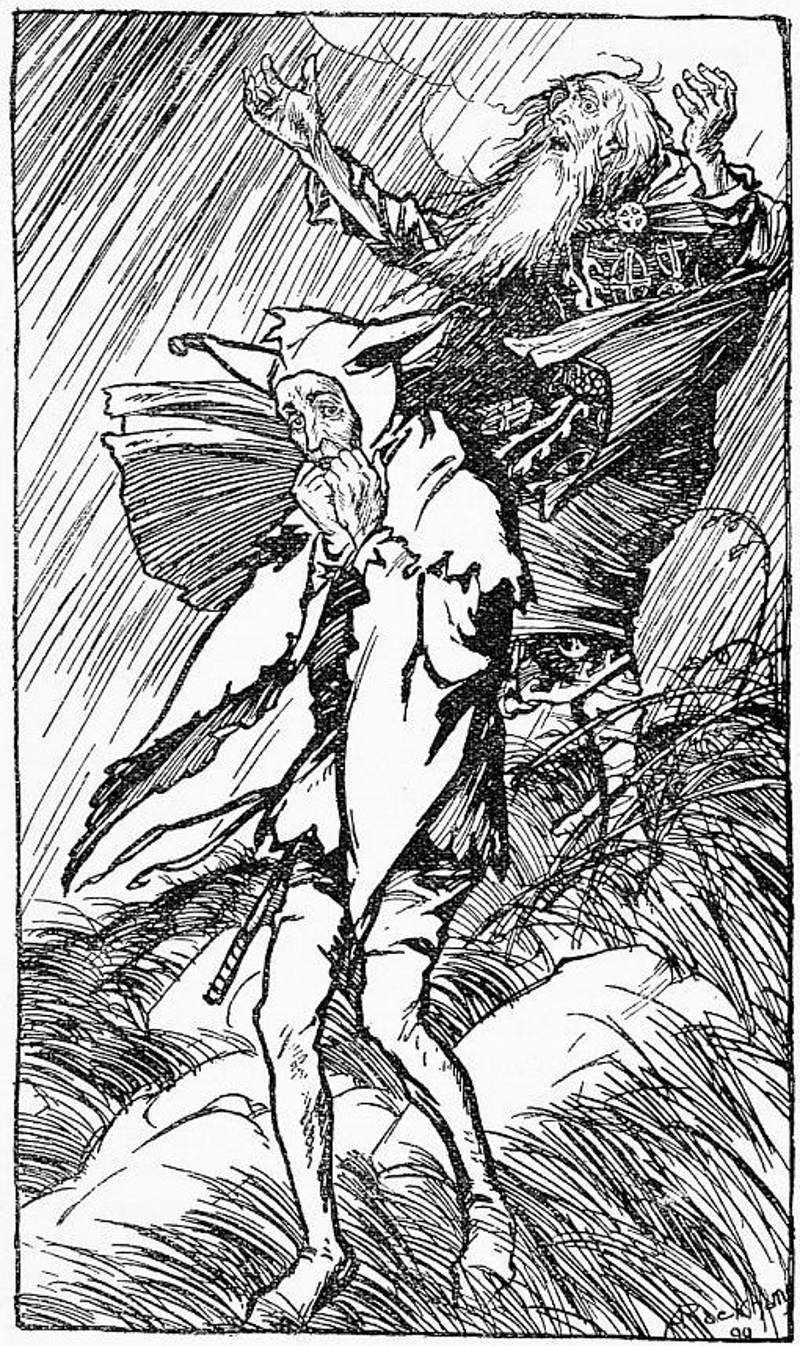
Re Lear
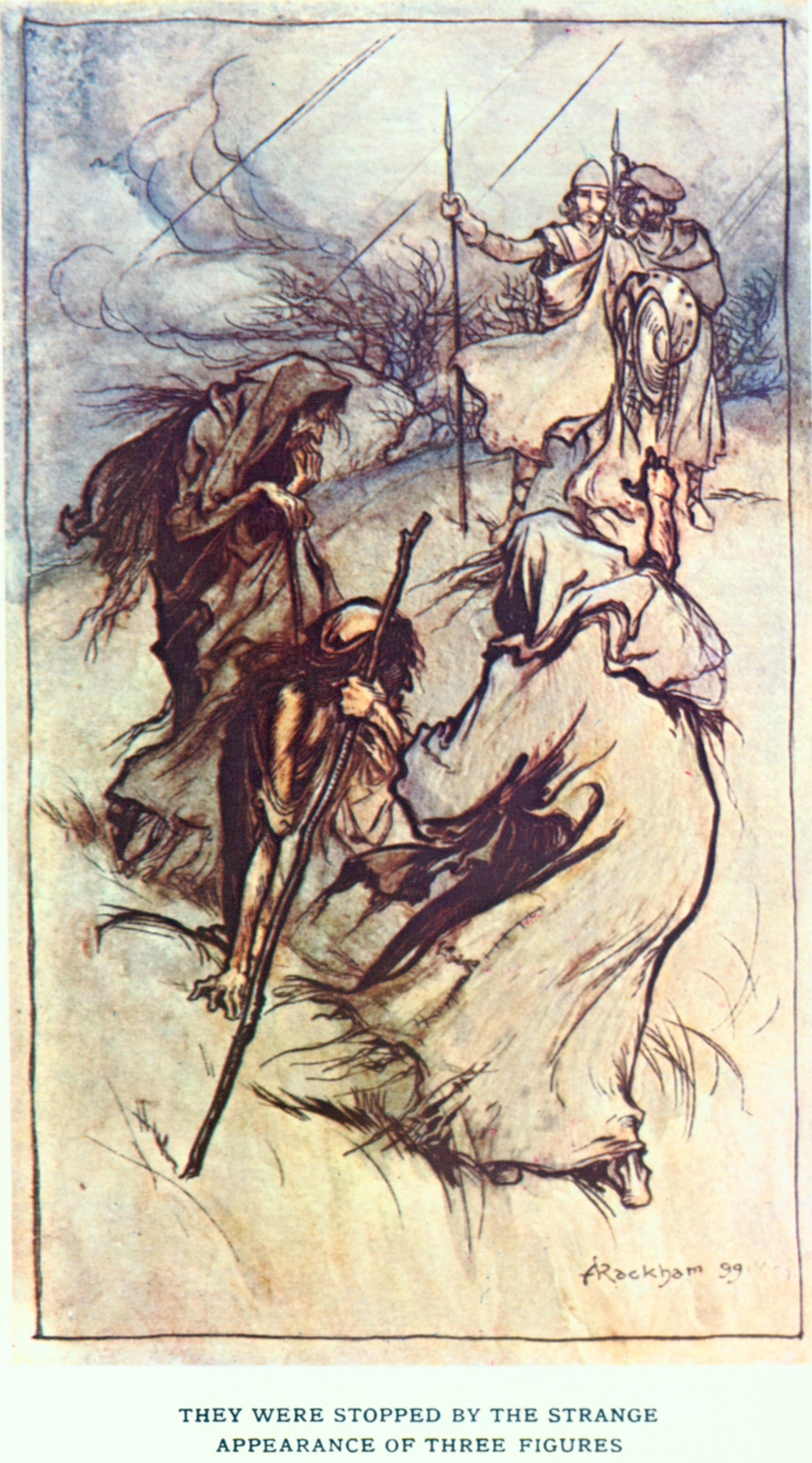
Macbeth
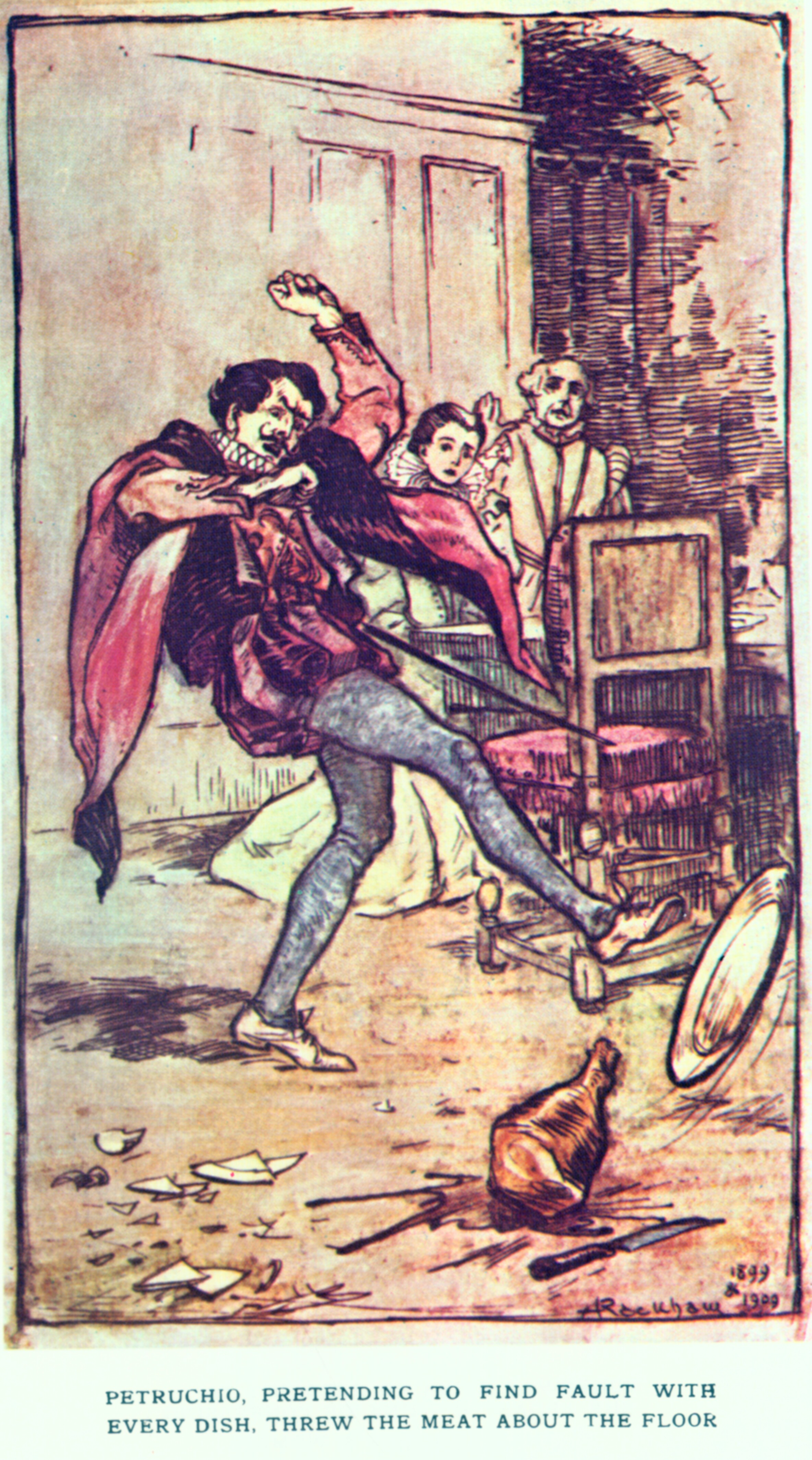
Petruccio
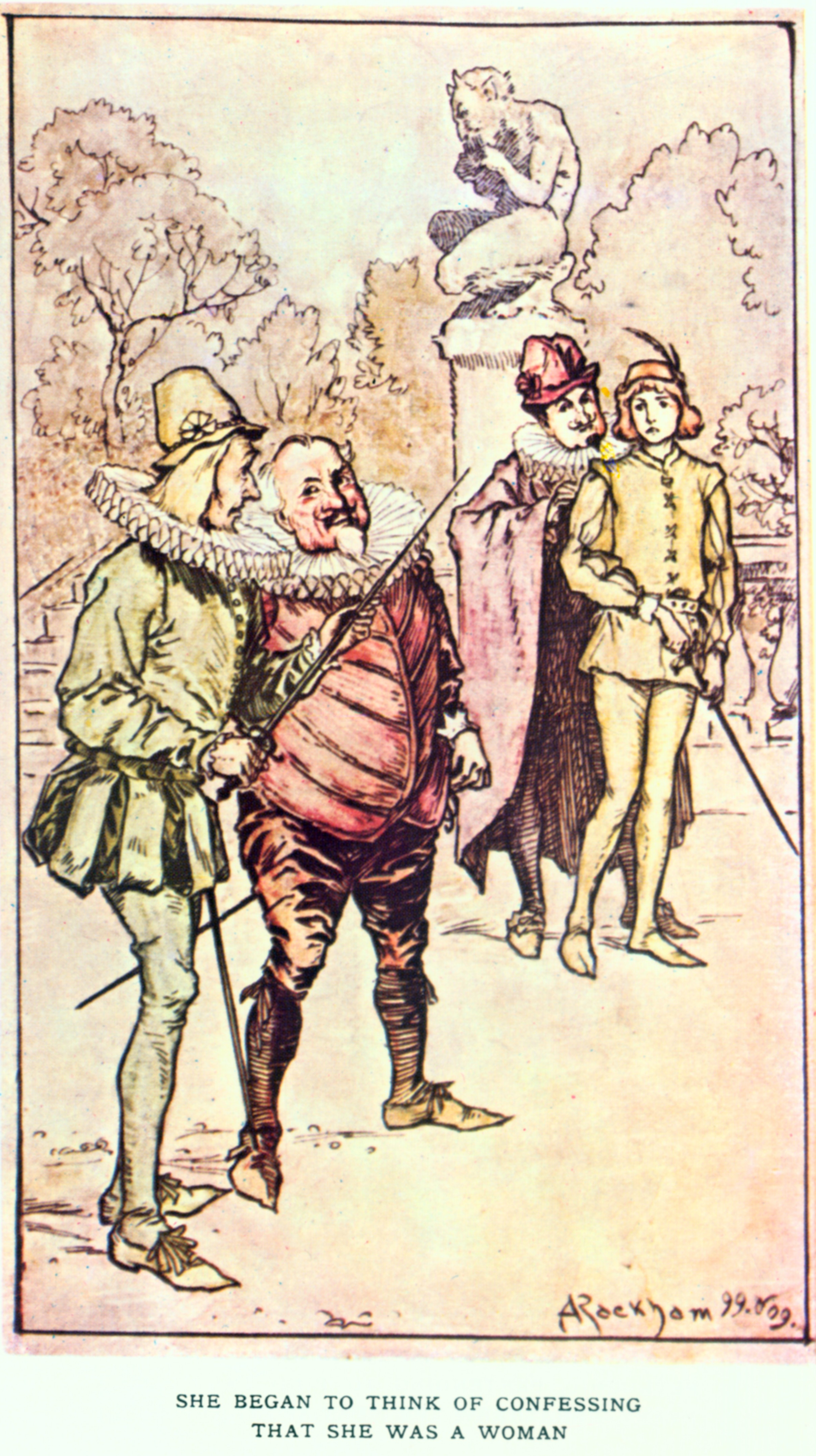
La dodicesima notte
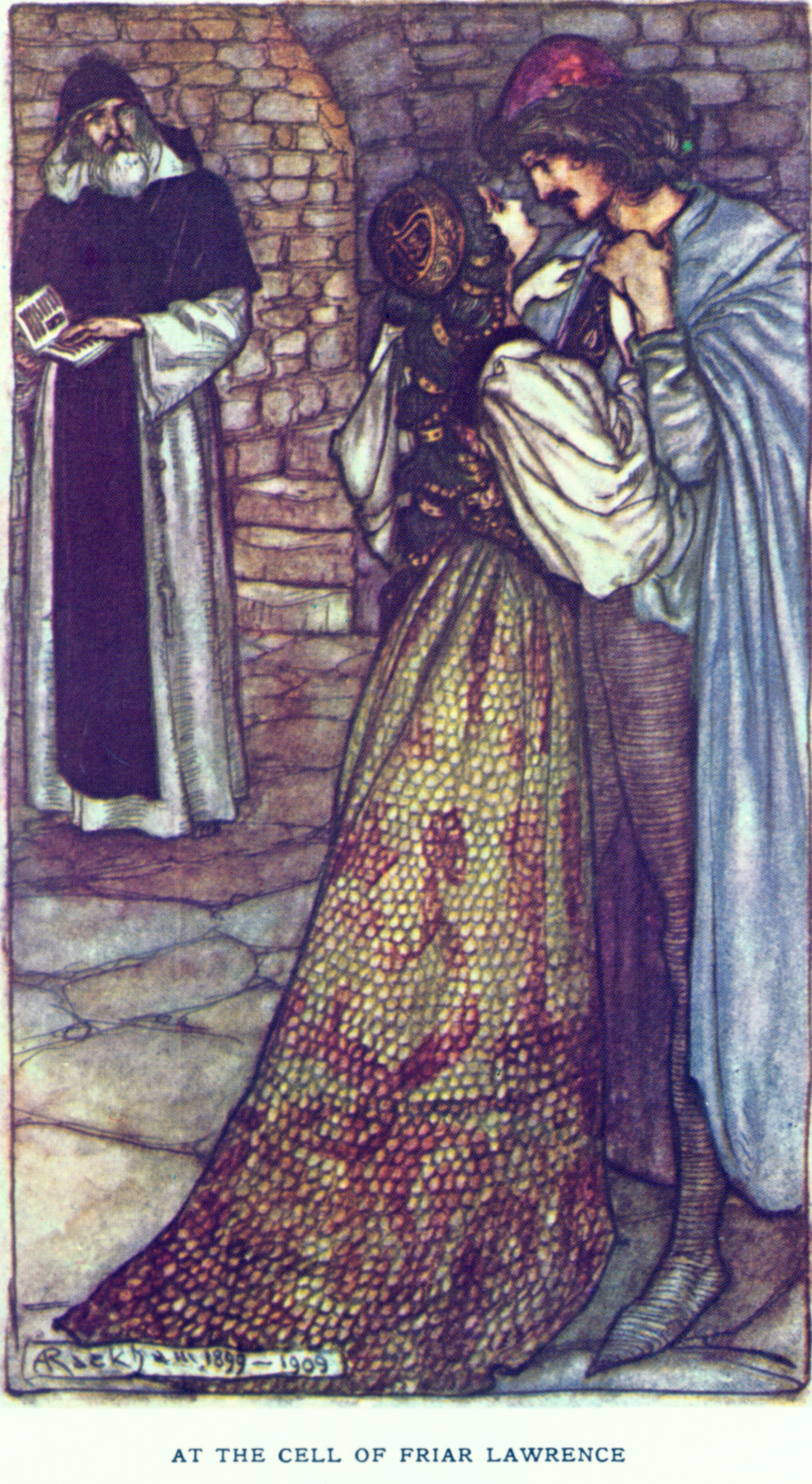
Romeo e Giulietta
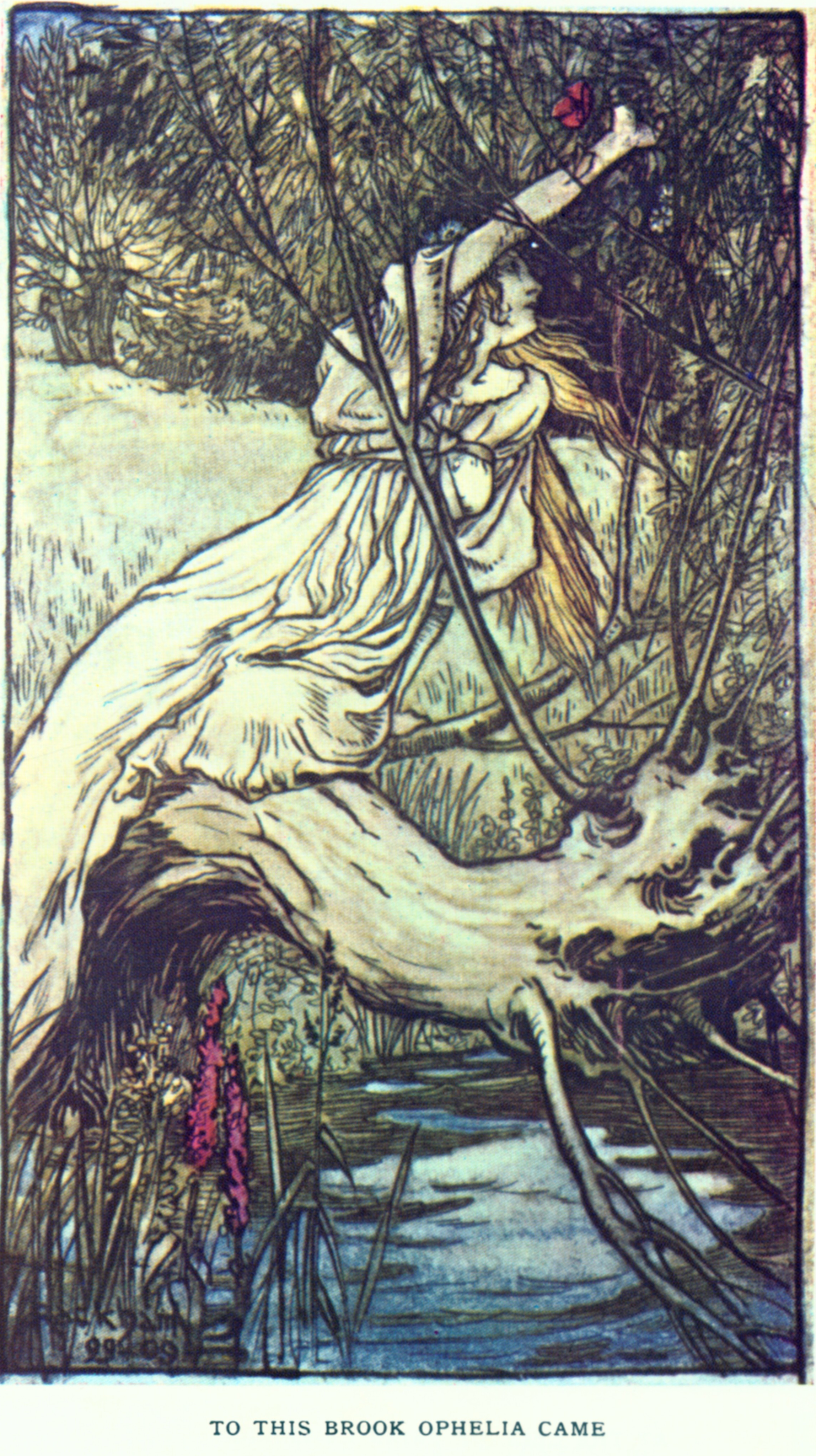
Ofelia